# Hall-Rabushka flat tax
La flat tax fu pensata per la prima volta da Milton Friedman nel 1956. 
In seguito, tornò a essere oggetto del dibattito economico e politico negli anni ’80, con la proposta di Robert E. Hall e Alvin Rabushka che fece da base a numerose leggi fiscali varate dal Congresso americano durante gli anni ’80, oltre ad aver avuto un ruolo di primo piano nell’ondata di riforme tributarie che negli anni ’90 ha coinvolto numerosi stati (per la maggior parte situati in Europa orientale). Il dibattito americano sul tema è stato recentemente risvegliato dall’intervento dell’istituzione conservatrice Heritage Foundation, che inserisce la flat tax nel piano Saving the American Dream.
Hall e Rabushka proposero di tassare tutti i tipi di reddito - delle persone fisiche e delle imprese- con la stessa bassa aliquota: 19%. Tale aliquota era strutturata come una tassa sul consumo  e misurata per ottenere, attraverso l’allargamento della base imponibile, lo stesso gettito del sistema allora in vigore. Tuttavia, mentre in quest’ultimo la quota maggiore derivava dall’imposta sulle persone fisiche rispetto a quella sul reddito delle società, nel sistema Hall-Rabushka è l’imposta sulle attività produttive ad essere l’introito maggiore dello Stato.
Hall e Rabushka dividono il reddito in due tipi: reddito dipendente e reddito sulle attività produttive. 
Per quanto concerne il reddito dipendente, il calcolo della base imponibile si ottiene sottraendo al reddito (stipendio, salario o pensione) la deduzione personale, basata sullo stato civile e il numero di persone a carico.
L’imposta sulle attività produttive è delineata con lo scopo di esigere le imposte gravanti sui proprietari delle stesse il più vicino possibile alla fonte generante il reddito. Essa si applica su qualsiasi tipo di reddito e la determinazione della base imponibile non prevede alcun tipo di deduzioni o detrazioni per interessi, dividendi da pagare agli azionisti, contributi previdenziali o altro. A pagare questa imposta dovranno essere non solo le imprese in senso stretto, ma anche i locatori, gli agricoltori, i professionisti, gli agenti di commercio, e così via. 
Il principio è tassare il reddito una sola volta e con una bassa aliquota, e ottenere un’imposta sui consumi avente una larga base imponibile. Questa sarà semplicemente il ricavo lordo dell’impresa meno i costi per investimenti e il costo del lavoro. Il meccanismo degli ammortamenti viene eliminato a favore di una deduzione dell’intera spesa per gli investimenti, che in questo modo sono incentivati. 
Secondo i fautori del modello illustrato, le caratteristiche vantaggiose sarebbero: 
1. Semplicità, che dovrebbe permettere ad ogni cittadino di compilare la propria dichiarazione dei redditi (“in formato cartolina postale”) senza l’aiuto di un professionista;
2. Soglia di esenzione per i redditi più bassi;
3. Un’unica deduzione relativa al nucleo familiare, con l’eliminazione di tutti gli altri tipi di deduzioni e detrazioni; questo fattore, assieme alla soglia di esenzione, garantirebbero equità e progressività;
4. Non dover tassare diversamente i vari tipi di reddito, dovrebbe costituire un disincentivo all’evasione e all’elusione, oltre che facilitare i controlli dell’amministrazione fiscale.

Indirettamente, attraverso un sistema di incentivi e disincentivi, secondo la teoria di Hall e Rabushka, il modello proposto comporterebbe un beneficio per l’economia nel suo complesso. Ad esempio, per quanto riguarda il mercato del lavoro, dovrebbero essere incentivati coloro che non vi partecipano, che lavorano meno della media o che vanno in pensione anticipatamente a causa di una aliquota marginale troppo elevata. 
Inoltre, i fautori di questo modello osservano come aliquote alte siano un forte disincentivo all’investimento e all’imprenditorialità, senza dimenticare che la possibilità di dedurre gli investimenti finanziati da fondi pensione o enti senza scopo di lucro sposta la formazione di capitale su attività meno rischiose e meno produttive. 
Il sistema di Hall e Rabushka, invece, prevedendo l’eliminazione dalla base imponibile della spesa per tutti i tipi di investimenti, dovrebbe portare a una allocazione più efficiente di questi e accrescere la produttività del capitale.